# 迪亞沃勒扎
迪亞沃勒扎（Diavolezza）是位於瑞士東南部的一個山峰。迪亞沃勒扎海拔2973公尺。山頂的瞭望台是瑞士著名的觀光景點，並設有餐廳和賓館。迪亞沃勒扎也是瑞士著名的滑雪聖地之一。

## 外部連結
- Diavolezza （页面存档备份，存于）
- Current weather and forecasts for the Diavolezza （页面存档备份，存于）